# 8900 AAVSO
AAVSO (asteróide 8900) é um asteróide da cintura principal, a 2,1715799 UA. Possui uma excentricidade de 0,1445691 e um período orbital de 1 477,33 dias (4,05 anos).
AAVSO tem uma velocidade orbital média de 18,69378776 km/s e uma inclinação de 8,72931º.
Este asteróide foi descoberto em 24 de Outubro de 1995 por Dennis di Cicco.